# Grzegorz Fijałek
Grzegorz Fijałek (* 11. Mai 1987 in Wadowice) ist ein polnischer Beachvolleyballspieler. Er nahm an drei Olympischen Spielen teil und gewann zwei Bronzemedaillen bei Europameisterschaften.

## Karriere
Fijałek wurde bei der U18-Europameisterschaft in Mysłowice mit Grzegorz Pajak Dritter. Bei der U18-Weltmeisterschaft in Termoli belegte das Duo den neunten Platz. 2005 musste sich Fijałek bei der U20-EM in Tel Aviv mit Mariusz Prudel erst im Finale den Letten Janis und Toms Šmēdiņš geschlagen geben. Eine Bronzemedaille gewann er bei der U19-WM in Saint-Quay-Portrieux mit Michal Matyja. Bei der U20-EM 2006 in Ankaran wurde Fijałek, diesmal mit Krzysztof Orman im Finale gegen das deutsche Duo Erdmann/Windscheif, erneut Vize-Europameister. Eine Woche später erreichte er mit Prudel den fünften Rang bei der U21-WM in Mysłowice. 2007 spielten Fijałek/Orman bei der Europameisterschaft in Valencia, wo das polnische Duo mit zwei 1:2-Niederlagen gegen die Tschechen Kubala/Pavlas und die Deutschen Matysik/Uhmann ausschied. Bei der U21-WM in Modena kamen sie auf den neunten Platz.

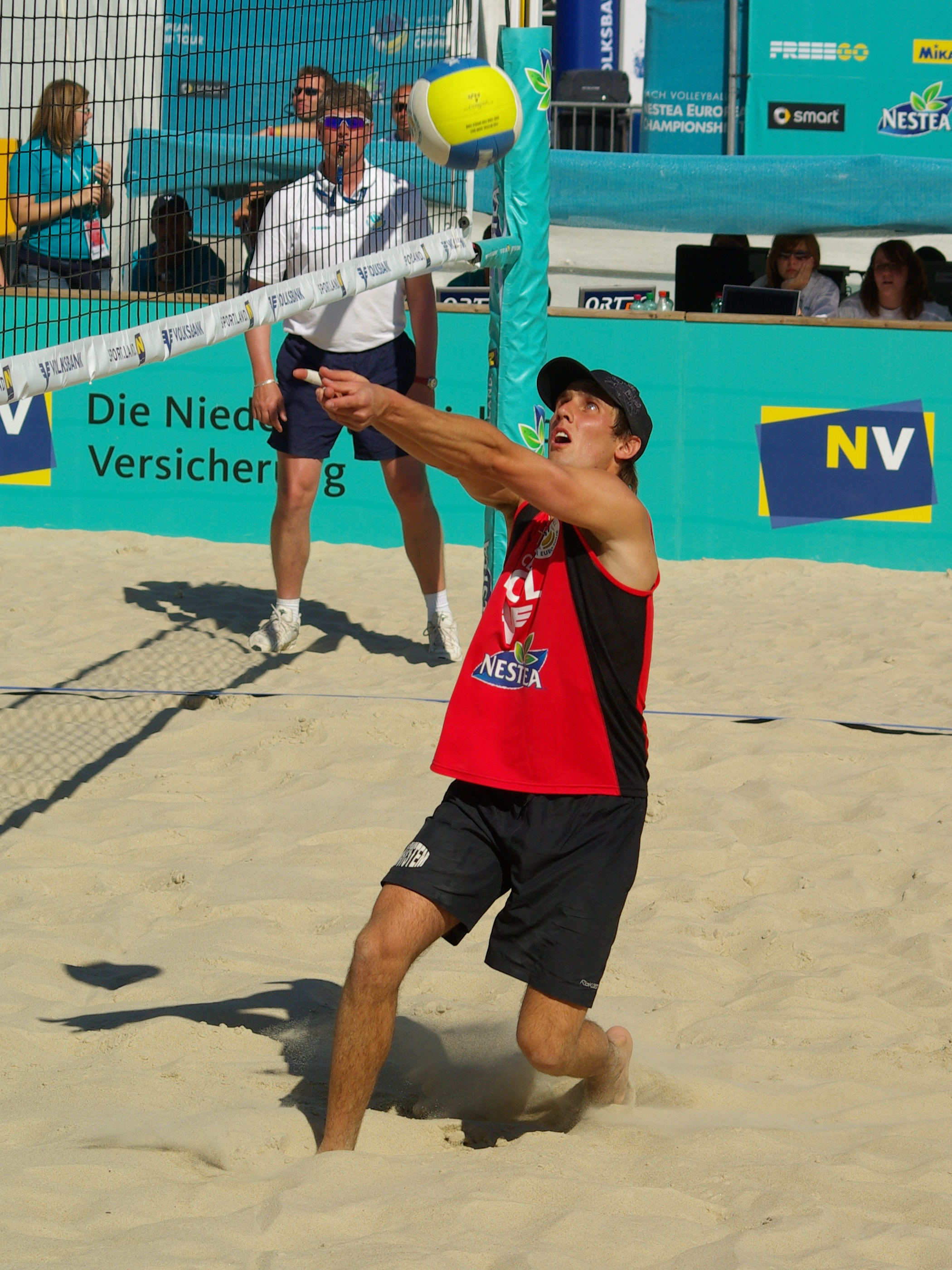
Austrian Masters 2008

Ab 2008 bildete Fijałek ein festes Duo mit Mariusz Prudel. In Prag und Stare Jabłonki spielten Fijałek/Prudel ihr erstes Open-Turnier auf der FIVB World Tour und erreichten dabei jeweils den 17. Platz. Bei der EM in Hamburg scheiterten Fijałek/Prudel erst kurz vor dem Halbfinale jeweils im Tiebreak an den Niederländern Nummerdor/Schuil und den Russen Barsuk/Kolodinski. In der FIVB-Serie gelang ihnen nach weiteren zweistelligen Ergebnissen in Manama ein vierter Rang. 2009 wurden sie bei den CEV-Masters-Turnieren in Gran Canaria, Baden und Berlin zweimal Neunte und einmal Siebte. Anschließend erreichten sie mit dem siebten Rang in Stare Jabłonki und dem neunten Platz in Åland auch auf der World Tour Top-Ten-Ergebnisse. Bei der Europameisterschaft in Sotschi wurden sie vor zwei punktgleichen Teams Gruppensieger und unterlagen im Viertelfinale wieder Nummerdor/Schuil, die anschließend das Endspiel gewannen.
Auf der World Tour 2010 etablierten sich Fijałek/Prudel mit drei fünften und zwei neunten Plätzen in den Top Ten. Beim Grand Slam in Gstaad wurden sie Vierte, bevor sie bei den Marseille Open Bronze gewannen und beim Klagenfurter Grand Slam erneut den fünften Rang belegten. Die EM in Berlin endete für die beiden Polen im Achtelfinale gegen die Spanier Lario/Mesa. Bei der World Tour 2011 wurden sie zunächst unter anderem Neunte der Shanghai Open und Vierte beim Grand Slam in Peking. Bei der Weltmeisterschaft in Rom kamen sie gleich ins Viertelfinale, das sie gegen das deutsche Duo Brink/Reckermann verloren. Anschließend erreichten sie das Finale des Grand Slams in Stavanger gegen die Brasilianer Márcio Araújo und Ricardo Santos. Nach einem vierten Rang in Gstaad und einem fünften Platz in Moskau spielten sie in Stare Jabłonki ein weiteres Finale, diesmal gegen das US-Duo Dalhausser/Rogers. Bei der EM 2011 in Kristiansand kamen sie als Gruppensieger direkt ins Achtelfinale, in dem sie den Titelverteidigern Nummerdor/Schuil unterlagen. Auf der World Tour wurden sie noch Vierter in Åland und Siebter in Den Haag.
Die EM 2012 in Scheveningen endete für Fijałek/Prudel bereits nach der Vorrunde, da sie als Gruppenletzter vorzeitig ausschieden. Bei den Grand Slams der World Tour wurden sie unter anderem Neunter in Moskau, Dritter in Berlin und wiederum Neunter in Klagenfurt. Über die Rangliste qualifizierten sie sich erstmals für die Olympischen Spiele. Das olympische Turnier in London beendeten sie nach dem zweiten Platz in der Vorrundengruppe und einem erfolgreichen Achtelfinale mit einer Niederlage im Viertelfinale gegen die Brasilianer Emanuel/Alison als Fünfter. Dieses Ergebnis erzielten sie danach auch beim Grand Slam in Stare Jabłonki. In die World Tour 2013 starteten sie mit vier fünften Plätzen und einem dritten Rang in Den Haag. Bei der WM in Stare Jabłonki erreichten Fijałek/Prudel als Gruppensieger die erste Hauptrunde, in der sie gegen die Brasilianer Pedro/Bruno ausschieden. Bei der EM in Klagenfurt kamen sie ohne Satzverlust durch die Vorrunde und mit zwei Tiebreak-Siegen ins Halbfinale, das sie gegen die Letten Šmēdiņš/Samoilovs verloren; im Spiel um Bronze setzten sie sich dann gegen die Italiener Lupo/Nicolai durch. Bei den folgenden Grand Slams in Berlin und São Paulo wurden sie Fünfte und Neunte.
2014 gewannen Fijałek/Prudel nach einem neunten Platz beim Grand Slam in Shanghai das CEV-Masters in Baden gegen die Österreicher Doppler/Horst. Bei der EM 2014 in Quartu Sant’Elena kam es im Viertelfinale zum gleichen Duell, das die Polen diesmal verloren. In Moskau unterlagen sie im Finale des Grand Slams den Russen Semjonow/Krassilnikow und in Berlin wurden sie Fünfte. Nach zwei zweistelligen Ergebnissen bestritten sie in Den Haag und Long Beach zwei Endspiele gegen Rosenthal/Dalhausser, bei dem zuerst die Polen und dann die US-Amerikaner erfolgreich waren. Es folgten ein fünfter Rang in Klagenfurt sowie neunte Plätze in Stare Jabłonki und São Paulo. 2015 wurden Fijałek/Prudel Vierte des CEV-Masters in Jūrmala und auf der World Tour gab es einen dritten Rang in Stavanger sowie neunte Plätze in Moskau, Poreč und Sankt Petersburg. Bei der WM in den Niederlanden gewannen sie ihre Vorrundengruppe vor zwei punktgleichen Teams, schieden aber in der ersten K.-o.-Runde gegen die Brasilianer Pedro/Evandro aus. Nach zwei neunten Plätzen in Gstaad und Yokohama erreichten sie bei der EM in Klagenfurt als Gruppensieger das Viertelfinale, das sie gegen die Niederländer Nummerdor/Varenhorst verloren. Die Saison beendeten sie mit zwei neunten Rängen in Long Beach und Olsztyn.
Auf der World Tour 2016 erreichten Fijałek/Prudel zunächst durchgängig Top-Ten-Ergebnisse, darunter einen vierten Rang beim Grand Slam in Rio de Janeiro und einen dritten Platz bei den Antalya Open. Bei der EM 2016 in Biel/Bienne kamen sie als Gruppensieger mit zwei Tiebreak-Siegen in der K.-o.-Runde ins Halbfinale; nach der Niederlage gegen das russische Duo Semjonow/Krassilnikow gewannen sie gegen die Niederländer Brouwer/Meeuwsen erneut die Bronzemedaille. Auf der World Tour folgten vier neunte Plätze, nur das Gstaad Major verlief mit dem 17. Platz weniger erfolgreich. Fijałek/Prudel qualifizierten sich für die Olympischen Spiele und mussten sich in Rio de Janeiro als Gruppendritte der Vorrunde im Lucky-Loser-Spiel den Kanadiern Schalk/Saxton geschlagen geben. Nach einem neunten Platz beim Grand Slam in Long Beach erreichten sie beim World-Tour-Finale in Toronto den fünften Rang. Danach trennten sich ihre Wege.
Fijałek bildete 2017 ein neues Duo mit Michał Bryl. Beim Fünf-Sterne-Turnier der World Tour in Fort Lauderdale kamen Bryl/Fijałek auf den fünften Rang. Das gleiche Ergebnis erzielten sie in Moskau und Gstaad. Bei der Weltmeisterschaft 2019 in Hamburg gewannen sie ihre Vorrundengruppe und das erste K.-o.-Runden-Spiel gegen die Australier Durant/Schumann, schieden aber im Achtelfinale gegen die Brasilianer André Loyola/George Wanderley aus. Nach zahlreichen Top-Ten-Platzierungen auf der World Tour (u. a. 2018 jeweils Platz zwei beim 5-Sterne-Turnier in Wien und beim World Tour Finale in Hamburg, 2019 Platz drei beim 5-Sterne-Turnier in Wien sowie 2020 Sieger beim 4-Sterne-Turnier in Doha) qualifizierten sich die Polen über die FIVB-Weltrangliste für die Olympischen Spiele 2021 in Tokio, bei denen sie als Gruppenzweite im Achtelfinale gegen die Italiener Nicolai/Lupo ausschieden.
Im Anschluss an die Olympischen Spiele in Tokio beendete Fijałek seine Karriere als Beachvolleyballspieler. Seit Oktober 2022 ist er Trainer des deutschen Nationalteams Borger/Ittlinger.